# Ampfergabel

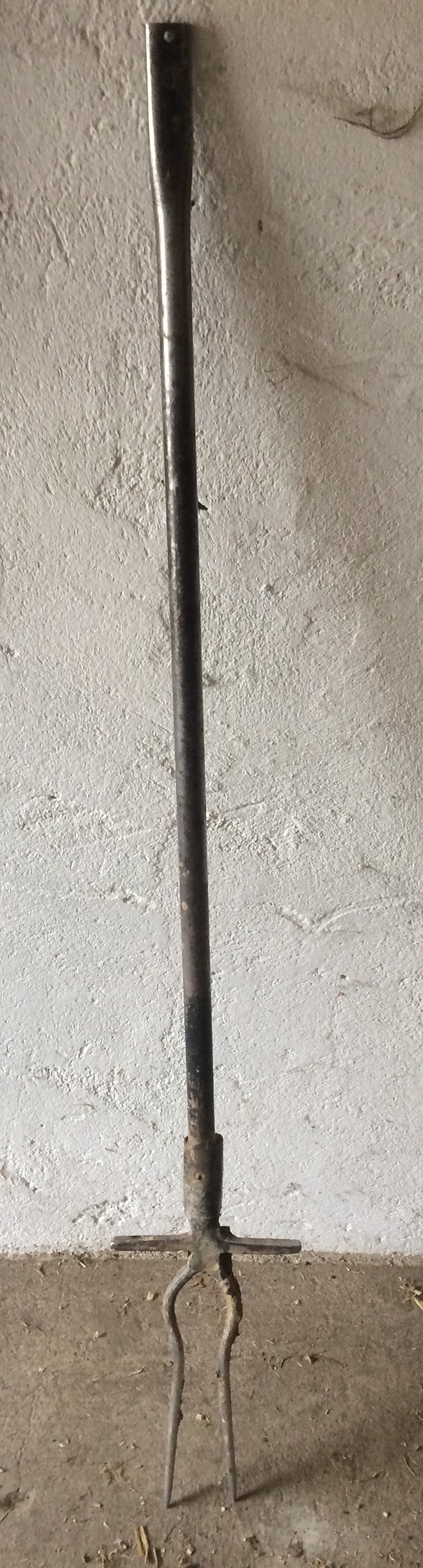
Eine Ampfergabel lehnt an einer Wand. Unten sieht man die charakteristischen Zinken.

Eine Ampfergabel (auch Ampferstecher genannt) ist eine schmale, nur zweizinkige Grabgabel, die zur biologischen Bekämpfung von Ampfer benutzt werden kann. In der Schweiz wird sie auch Blackeneisen genannt.
Durch die schmale Bauform gelingt es meist, den Wurzelstock des Ampfers vollständig auszustechen. Verbleibende Wurzelreste würden ansonsten erneut austreiben. Eine Tiefe von 15 cm sollte mindestens erreicht werden.